# Cîşliţa-Prut
Cîşliţa-Prut es una localidad de Moldavia en el distrito (raión) de Cahul.

## Geografía
Se encuentra a una altitud de 47 m s. n. m. a 209 km de la capital nacional, Chisináu.

## Demografía
En el censo 2014 el total de población de la localidad fue de 1 104 habitantes.